# Kristian Hegaard
Kristian Würtz Hegaard (født 18. januar 1991 på Frederiksberg) er en dansk jurist og politiker. Han var medlem af Folketinget for Radikale Venstre fra folketingsvalget 2019, indtil han nedlagde sit mandat den 30. august 2021.

## Biografi
Fra 1999 til 2007 gik Kristian Hegaard på Langebjergskolen i Humlebæk, hvor han som elevrådsformand arbejdede for at få et fodboldmål til sine klassekammerater. Som 14-årig blev han i 2005 medlem af Radikale Venstre efter at have mødt Margrethe Vestager. I Radikal Ungdom blev han bl.a. medlem af hovedbestyrelsen og social- og sundhedsordfører i perioden 2011-2015. Fra 2012 har han også siddet i Radikale Venstres hovedbestyrelse.
På jurastudiet på Københavns Universitet var han medlem af akademisk råd og næstformand for kandidatstudienævnet samt senatet. Som den første studerende i universitets historie blev Hegaard sagsøgt for æreskrænkelse af en underviser, men Hegaard vandt sagen i byretten og landsretten.
Hegaard er kørestolsbruger som følge af et handicap, der giver fejlstillinger i knogler og led. Inden han fyldte 18 år, opfordrede kommunen ham til at søge førtidspension. Det afviste han Han blev siden for i stedet at blive jurist fra Københavns Universitet.

### Kommunalpolitik
Som 18-årig blev Hegaard ved kommunalvalget i 2009 valgt til byrådet i Fredensborg Kommune. Han er siden blevet genvalgt i 2013 og 2017.
Et flertal af byrådet i Fredensborg udelukkede i 2015 Kristian Hegaard fra at deltage i en sag om handicappede borgeres ydelser, da man vurderede at han var inhabil fordi han også selv modtog handicaphjælp fra kommunen. Statsforvaltningen omstødte byrådets vurdering, og Hegaard fik også opbakning fra partier på tværs af Folketinget.
Fredensborg Kommunes byråd godkendte den 30. august at Hegaard udtrådte. I stedet blev Marianne Bredgaard Karlsson nyt byrådsmedlem.

### Folketinget
I 2013 blev Kristian Hegaard valgt som folketingskandidat i Fredensborgkredsen i Nordsjællands Storkreds. I 2016 blev han også nomineret i Frederikssundkredsen.
Hegaard indtrådte i Folketinget i 2017 som suppleant for Martin Lidegaard, som var på barselsorlov. Her var han forsvarsordfører, udviklingsordfører og ordfører for Grønland og Færøerne. I løbet af perioden udarbejdede han et handicappolitisk udspil om retssikkerhed for personer med handicap.
Han blev siden valgt som en af to radikale folketingsmedlemmer i Nordsjællands Storkreds ved Folketingsvalget 2019 med 1945 personlige stemmer. I folketingsgruppen blev han retsordfører, etikordfører samt ordfører vedr. § 71-tilsynet.
Efter Sarah Glerups midlertidige medlemsperiode i 2016 var Kristian Hegaard i 2017 det andet midlertidige medlem af folketinget, som var kørestolsbruger. Da talerstolen først blev ombygget i efteråret 2017, kunne Hegaard efter at være indvalgt i 2019 som den første tale fra Folketingets talerstol i kørestol.

### Udtræden af politik
12. august 2021 meddelte Kristian Hegaard på Facebook, at han trak sig fra Folketinget. Han begrundede beslutningen med, at han havde "udvist grænseoverskridende adfærd" og "overtrådt de værdier, jeg selv står for". Det handlede om beruset tilstand ved festlige lejligheder. Dagen efter bekendtgjorde han at han også ville trække sig fra Fredensborg Byråd og ikke genopstille.
Han ophørte med ordførerposterne 12. august, men udtrådte officielt af folketinget den 30. august 2021. Folketinget blev orienteret den 9. september og godkendte stedfortræderen Christina Thorholm som nyt ordinært medlem.